# Veldmolen
De Veldmolen is een voormalige watermolen op de Gulp te Gulpen in de Nederlandse provincie Limburg.

## Geschiedenis
De molen lag achter de brouwerij aan de Rijksweg in Gulpen en werd gebruikt als moutmolen. Het waterrad van deze watermolen stond op het riviertje de Gulp, Achter ’t Löfke. De brouwerij met de molen werd in 1825 opgericht door Laurens Smeets onder de naam Gulpener Bierbrouwerij "De Gekroonde Leeuw". In 1840 erfde zijn zoon Jan Michiel Smeets de brouwerij. De molen had destijds een houten middenslagrad met een doorsnee van 3 meter, en 75 centimeter breed. Stroomopwaarts ligt de Neubourgermolen. De Veldmolen was de laatste van 9 watermolens op de Gulp, voordat deze bij Gracht Burggraaf uitmondt in de Geul.
Nadat Jan Michiel zich terugtrok uit het familiebedrijf werd het bedrijf voortgezet door zijn zonen Guillaume en Edmond en zijn schoonzoon Jean Renier Eduard Rutten. Edmond Smeets vroeg in 1877 een vergunning aan om de molen te renoveren. Er werden toen stenen muren opgetrokken die de nieuwe houten opbouw boven het waterrad moesten dragen. Ook de krop van hout werd afgebroken en opnieuw met stenen opgemetseld, er kwam een nieuwe houten goot en tot slot werd er een breder waterrad van 90 centimeter gemonteerd. Water naar de brouwerij pompen was sedertdien het enige doel van de molen.
In 1896 startten deze drie heren een vennootschap onder de firmanaam "E. Smeets".
Vanaf 1902 kwam Paul Rutten (I), zijn vader in de zaak bijstaan en in de winter van 1908-1909 kwam er toen weer een nieuw waterrad en sluiswerk. In 1922 werd de vennootschap ontbonden. De brouwerij werd uiteindelijk voortgezet door Paul Rutten onder de naam Rutten's Bierbrouwerij "De Zwarte Ruiter". Het was ook ergens in die periode dat de molen werd ontmanteld.